# Tomoyo Ōshima
Pour les articles homonymes, voir Ōshima.
Tomoyo Ōshima (大島 ともよ, Ōshima Tomoyo), née en 1949 à Akita au Japon, est une monteuse japonaise.

## Biographie
Tomoyo Ōshima est surtout connue pour avoir monté des films de Nagisa Ōshima. Elle est directrice de la Tokyo Filmex.

## Filmographie sélective

### Comme monteuse
- 1973 : La Ballade de Tsugaru (津軽じょんがら節, Tsugaru jongara bushi?) de Kōichi Saitō
- 1976 : God Speed You! Black Emperor (ゴッド・スピード・ユー! BLACK EMPEROR?) de Mitsuo Yanagimachi
- 1979 : Labyrinthe pastoral (草迷宮, Kusa-meikyu?) de Shūji Terayama
- 1982 : Shibugaki-tai bōizu & gāruzu (シブがき隊 ボーイズ & ガールズ?) de Yoshimitsu Morita
- 1983 : Furyo (戦場のメリークリスマス, Senjō no merī Kurisumasu?) de Nagisa Ōshima
- 1985 : Mishima (Mishima: A Life in Four Chapters) de Paul Schrader
- 1987 : Mélodie pour un yakuza (さらば愛しき人よ, saraba itoshiki hito yo?) de Masato Harada
- 1995 : Maborosi (幻の光, Maboroshi no hikari?) de Hirokazu Kore-eda
- 1999 : Tabou (御法度, Gohatto?) de Nagisa Ōshima
- 2005 : Shissō (ja) (疾走?) de Sabu
- 2006 : Ichijiku no kao (無花果の顔?) de Kaori Momoi
- 2007 : Clearless (クリアネス, Kurianesu?) de Tetsuo Shinohara

### Comme actrice
- 1970 : Il est mort après la guerre (東京戰争戦後秘話, Tōkyō sensō sengo hiwa?) de Nagisa Ōshima : Akiko

## Distinctions
Sauf indication contraire, les informations mentionnées dans cette section peuvent être confirmées par la base de données cinématographiques IMDb,  présente dans la section « Liens externes ».

### Sélection
- 2000 : prix du meilleur montage pour Tabou aux Japan Academy Prize[2]